# Dominique Bosshart
Dominique Bosshart, född den 7 oktober 1977 i Morges i Schweiz, är en kanadensisk taekwondoutövare.
Hon tog OS-brons i tungviktsklassen i samband med de olympiska taekwondo-turneringarna 2000 i Sydney.